# Scotodrymadusa gedrosica
Scotodrymadusa gedrosica är en insektsart som beskrevs av Bei-bienko 1958. Scotodrymadusa gedrosica ingår i släktet Scotodrymadusa och familjen vårtbitare. Inga underarter finns listade i Catalogue of Life.